# 合野都
合野 都（あいの みやこ、1984年7月11日 - ）は、京都府出身のパーソナリティー、女優、声優。ボズアトール所属。

## 出演

### テレビ
- てれびdeぱど（J:COM堺）
- 歴史街道（ABCテレビ）

### ラジオ
- てんぱるサンデー（FM HANAKO）

### 映画
- 僕の彼女はサイボーグ

### CM
- ヒューマンアカデミー（顔出し）